# Max Gail
Max Gail, all'anagrafe Maxwell Trowbridge Gail Jr. (Detroit, 5 aprile 1943), è un attore statunitense noto soprattutto per il ruolo del detective Stan "Wojo" Wojciehowicz nella sitcom Barney Miller.

## Biografia

### Inizi
Figlio di Maxwell Trowbridge Gail Sr., un uomo d'affari, e Mary Elizabeth Scanlon; Gail crebbe a Grosse Ile, nel Michigan. Diplomatosi al Williams College, egli divenne un insegnante presso la University Liggett School prima di darsi alla recitazione.
Il suo debutto teatrale avviene nel 1970 al Little Fox Theatre di San Francisco, California, interpretando il "Capo" Brondem nella trasposizione teatrale di Qualcuno volò sul nido del cuculo, ruolo che tre anni dopo riprese a New York.
Successivamente ottiene il ruolo da coprotagonista nella sitcom Barney Miller, per cui è tuttora maggiormente ricordato.

### Carriera
Sul grande schermo ottenne il ruolo di Harold, proprietario di una compagnia di taxi sull'orlo del fallimento, nel film del 1983 D.C. Cab, mentre nel 2006 quello di Jack Kimbell ne The Tillamook Treasure.
Nel 1984, a Broadway mette in scena il monodrama The Babe, filmato e distribuito in PBS.
Durante la sua carriera appare come guest star in numerose serie televisive, quali: I ragazzi del computer, Normal Life, Sons & Daughters, Cannon, La signora del West, Due poliziotti a Chicago, Le strade di San Francisco, The Drew Carey Show, In viaggio nel tempo, Psych, Provaci ancora Gary e NCIS - Unità anticrimine.
Inoltre, dirige la Full Circle; una compagnia che produce documentari, principalmente di sensibilizzazione sull'Agente Arancio, i Nativi Americani ed il Nucleare.

## Vita privata
Gail ha una sorella gemella a sua volta attrice: Mary Gail. È stato sposato con Willie Bier dal 1983 fino al 1986, anno in cui lei è morta di cancro; i due hanno avuto una figlia, India. Successivamente, nel 1989 ha sposato Nan Harris, dalla quale ha avuto due figli, Maxwell e Grace.

## Filmografia parziale

### Cinema
- L'organizzazione sfida l'ispettore Tibbs (The Organization), regia di Don Medford (1971)
- Bersaglio di notte (Night Moves), regia di Arthur Penn (1975)
- Cardiac Arrest, regia di Murray Mintz (1980)
- D.C. Cab, regia di Joel Schumacher (1983)
- Una storia a Los Angeles (Heartbreakers), regia di Bobby Roth (1984)
- Pontiac Moon, regia di Peter Medak (1994)
- Dangerous Touch, regia di Lou Diamond Phillips (1994)
- Good Luck, regia di Richard LaBrie (1996)
- L'ultimo guerriero (Forest Warrior), regia di Aaron Norris (1996)
- Naturally Native, regia di Jennifer Wynne Farmer e Valerie Red-Horse (1998)
- Mind Rage, Mark Allen Michaels (2000)
- Una vita... 'quasi' perfetta (Facing the Enemy), regia di Robert Malenfant (2001)
- Truth and Dare, regia di Alpesh Patel (2003)
- Perceptions, regia di Randy Vasquez e Dawn Grabowski (2005)
- The Tillamook Treasure, regia di Jane Beaumont Hall (2006)
- Beautysleep Symphony, regia di Carl Darchuk (2010)
- 42 - La vera storia di una leggenda americana (42), regia di Brian Helgeland (2013)
- Nei miei sogni (I'll See You in My Dreams), regia di Brett Haley (2015)
- The Hero - Una vita da eroe (The Hero), regia di Brett Haley (2017)
- Era mio figlio (The Last Full Measure), regia di Todd Robinson (2020)

### Televisione
- Barney Miller – serie TV, 170 episodi (1975-1982)
- Le strade di San Francisco (The Streets of San Francisco) – serie TV, episodio 5x03 (1976)
- Storie incredibili (Amazing Stories) – serie TV, episodio 2x14 (1987)
- La signora in giallo (Murder, She Wrote) – serie TV, episodio 6x06 (1989)
- Un bambino perso per sempre (A Child Lost Forever: The Jerry Sherwood Story), regia di Claudia Weill – film TV (1992)
- Sulla strada per morire (The Switch), regia di Bobby Roth – film TV (1993)
- Naomi & Wynonna: Love Can Build a Bridge, regia di Bobby Roth – film TV (1995)
- Il tempo della nostra vita (Days of Our Lives) – soap opera, 5 puntate (2007)
- NCIS - Unità anticrimine (NCIS) – serie TV, episodio 6x06 (2008)
- Al cuor non si comanda (Always and Forever), regia di Kevin Connor – film TV (2009)
- Review – serie TV, 10 episodi (2015)
- Perception – serie TV, episodio 3x03 (2015)
- Mad Men - serie TV, episodio 7x13 (2015)
- General Hospital – soap opera, 130 puntate (2018-2021)
- Magnum P.I. – serie TV, episodio 4x17 (2022)

## Doppiatori italiani
Nelle versioni in italiano delle opere in cui ha recitato, Max Gail è stato doppiato da:
- Paolo Lombardi ne La signora in giallo
- Renato Cortesi in NCIS - Unità anticrimine
- Goffredo Matassi in Cold Case - Delitti irrisolti
- Gerolamo Alchieri in Psych
- Giovanni Petrucci in Criminal Minds
- Luciano De Ambrosis in Perception
- Bruno Alessandro in Mad Men
- Luciano Roffi in Hawaii Five-0
- Ambrogio Colombo in Magnum P.I.